# Bolognai Egyetem
A Bolognai Egyetem (Alma Mater Studiorum Università di Bologna, UNIBO)
) Európa első, ma is működő felsőfokú oktatási intézménye – egyeteme az olaszországi Bolognában. 1088-ban alapították, s jelenleg kb. 80 000 diákot képez a kihelyezett tagozatokkal együtt.

## Története
A bolognai egyetem közvetlen előzménye a 11. században a Bolognában működő egymástól és a – világi-városi és egyházi-püspöki – hatóságoktól is független jogi magániskolák (schola) voltak, a legnevezetesebbet Irnerius vezette. Az Irnerius előtti Bologna leghíresebb jogásza Pepo volt. Mindegyik élén egy dominus – egyházjogi értelemben magister – állt, aki a saját házában oktatta a vele megegyező diákokat. Csak itt nevezték dominusnak a vezető jogtanárt, ami a saját tulajdonában való oktatást emelte ki. Bolognában is oktatták a szabad művészeteket (artes liberales), ezek oktatóit magistereknek hívták. Fontos lépés volt, amikor a császárrá koronázása végett Itáliában tartózkodó Frigyes Bolognában privilégiumokat adott a bolognai diákoknak. Eszerint szigorú védelem alá vette a városba tartókat, Bolognában pedig kivette őket a város joghatósága alól és mind polgári, mind büntető ügyekben elrendelte, hogy csak a püspök, vagy saját dominusuk előtt vonhatók perbe. A 13. században alakultak ki az „universitasok”, a diákok önkormányzati szervezetei, amelyeket először 1244-ben említenek a városi statútumok. Külön universitasa volt az Alpokon túli (universitas ultramontanarum) és inneni (universitas citramontanarum) diákoknak. Az universitasok tovább nemzetekre tagolódtak. A scholak az universitasok függésébe kerültek, megszűnt a korábbi teljesen szabad tanárválasztás, illetve a tanárok teljesen szabad tanrendválasztása. Csak az lehetett professzor, aki az universitas által előírt licentia docendi birtokában volt, az oktatást pedig megszabott helyen és rend szerint volt köteles véghezvinni. Az universitas a város, a püspök és a dominus mellett negyedik joghatóságként is megjelent, idővel a diákok esetében kizárólagossá vált. A nemzetek élére procuratorokat választottak, ők alkották a szintén választott rector tanácsát (consilium). A rektort általában egy évre választották, a 14. századból több magyar rektort is ismerünk (1317: Dörögdi Miklós, 1340: Uzsai). A diákokkal párhuzamosan a tanárok is közös testületekbe (collegium) tömörültek. Külön collegiuma volt a legistáknak és külön a kánonistáknak. A bolognai egyetem ezen szerkezete a 15. századig nagyjából fennmaradt. 

## Kihelyezett tagozatai
A 100 000 diák 23 karon tanul Reggio Emilia, Imola, Ravenna, Forlì, Cesena és Rimini hazai, valamint Buenos Aires tengeren túli oktatási helyein.

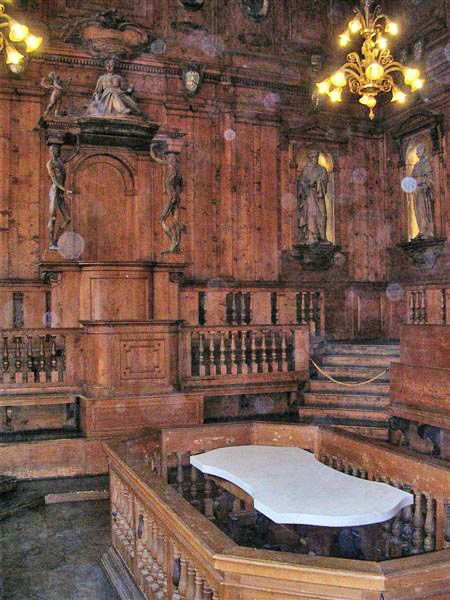
A Teatro Anatomico
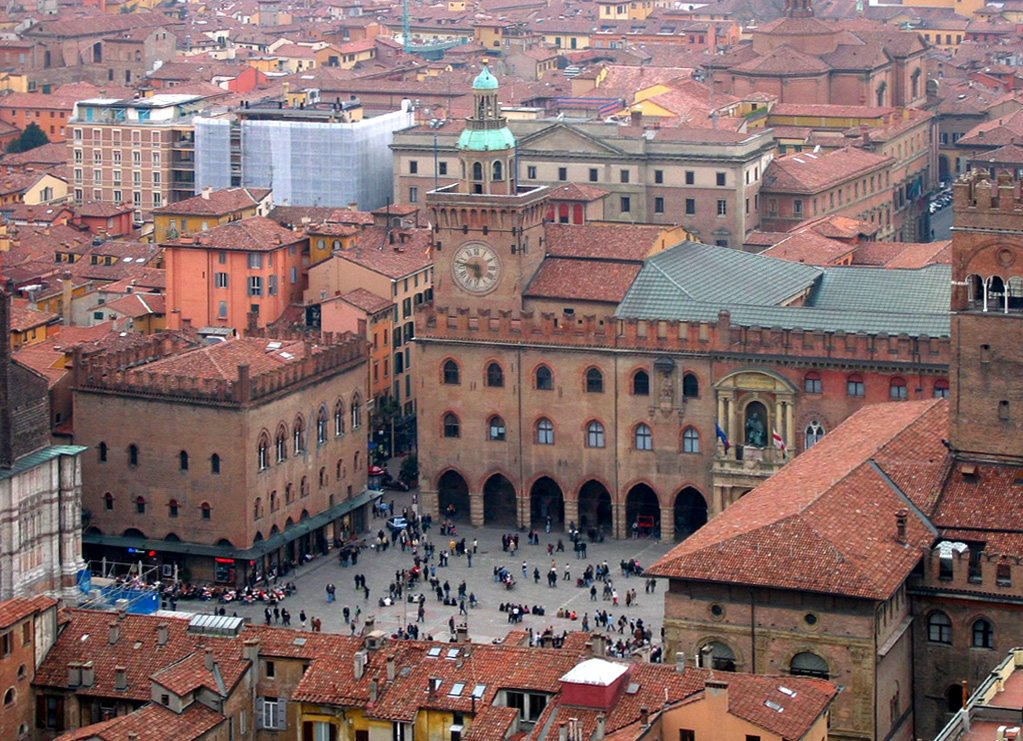
Bologna régi városközpontja
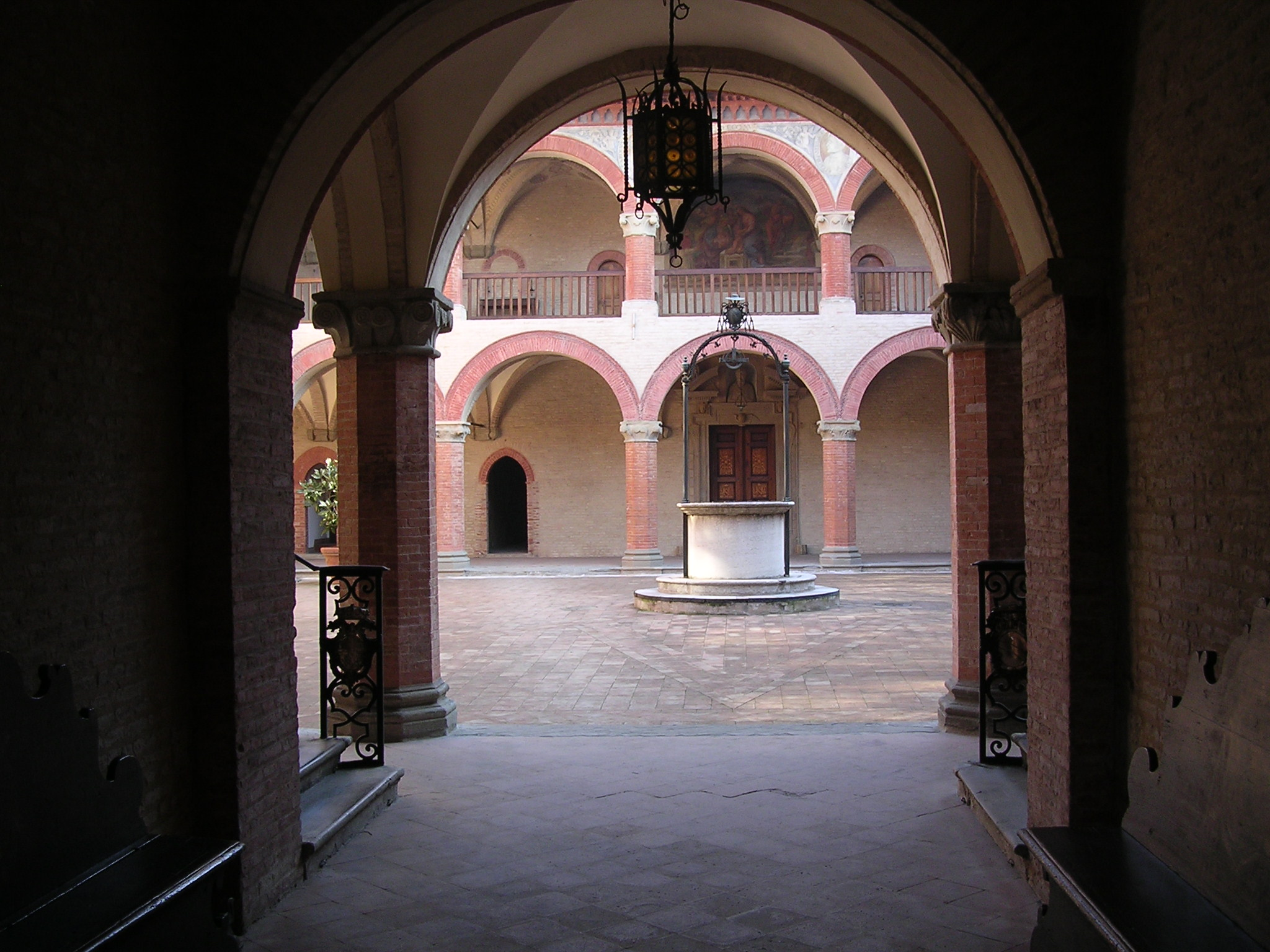
A Collegio di Spagna, a legrégebbi kollégium porticum és loggia belseje